# Matt Levy
Matthew John "Matt" Levy, OAM (Sydney, 11 de janeiro de 1987) é um nadador paralímpico australiano. Defendeu as cores da Austrália disputando os Jogos Paralímpicos do Rio de Janeiro, em 2016, onde conquistou a medalha de bronze nos 200 metros medley individual SM7.